# Donald Thulean
Donald Thulean es un director de orquesta y profesión de dirección orquestal estadounidense.

## Biografía
Thulean se graduó de la Universidad de Washington en 1950, donde también obtuvo su título de Maestro de las Artes en 1952. Durante los veranos de 1956-1961 participó en el Festival de Música de Aspen, inicialmente como estudiante, después como miembro del cuerpo docente, director de coros y asistente del decano.
De 1957 a 1962 fue decano de la Escuela de Música en la Pacific University en Forest Grove, Oregón, y en 1961 se convirtió en el director titular residente de la Orquesta Sinfónica de Oregón. De 1962 a 1984 fue director titular de la Orquesta Sinfónica de Spokane en el Estado de Washington, orquesta de la que es director emérito. En 1963 fue seleccionado para el programa de directores americanos auspiciado por la Fundación Ford y el Conservatorio Peabody. De 1966 a 1970 fue director asociado de la Orquesta Sinfónica de Seattle. Después de una prolongada y exitosa carrera como director de orquesta, Thulean se incorporó a la Liga de Orquestas Sinfónicas de los Estados Unidos en Washington D. C. como Vicepresidente de Servicios Profesionales y Artísticos. Desde entonces hasta su retiro en 1999, fue catedrático de Dirección de Orquesta en la Escuela de Música «Benjamin T. Rome» de la Universidad Católica de América en Washington, D.C. Retornó a Seattle como miembro del Consejo Directivo de la Orquesta Sinfónica de esa ciudad. El Maestro Thulean ha sido director invitado de numerosas orquestas en los Estados Unidos, Canadá, México, Taiwán y Nueva Zelanda.

## Obra
- Donald Thulean. Managing Your Music Director Search. Washington D. C.: American Symphony Orchestra League.